# 박충원 묘
박충원 묘는 경기도 고양시 덕양구 주교동에 있다. 1989년 10월 23일 고양시의 향토문화재 제26호로 지정되었다.

## 개요
조선조 전기의 인물인 박충원 선생의 묘소와 신도비 문인석 등이 배치되어 있다. 신도비의 금석학적 가치가 높다.